# Bulbophyllum sensile
Bulbophyllum sensile är en orkidéart som beskrevs av Oakes Ames. Bulbophyllum sensile ingår i släktet Bulbophyllum och familjen orkidéer. Inga underarter finns listade i Catalogue of Life.